# KnockoutJS
KnockoutJS є автономною  JavaScript реалізацією  патерну Model-View-ViewModel з власними шаблонами. Основоположні принципи: 
- чіткий поділ між даними застосунку, шаблонами, та даними для відображення
- наявність чітко визначеного шару спеціалізованого коду для управління відносинами між шаблонами

Останній використовує вбудоване управління подіями мови Javascript.
Ці можливості KnockoutJS оптимізують та спрощують програмування складних відносини між шаблонами. 
KnockoutJS розроблений та підтримується Стівом Сандерсоном, працівником Microsoft. Автор підкреслює, що це особистий проєкт з відкритим кодом, і він не є продуктом Microsoft.   

## Зовнішні посилання
- Офіційний сайт
- KnockoutJS: Ми допомагаємо Вам створювати динамічні інтерфейси  з MVVM та ASP.NET [Архівовано 23 квітня 2011 у Wayback Machine.]
- Використання Isotope з KnockoutJS
- Питання з KnockoutJS на StackOverflow [Архівовано 7 травня 2012 у Wayback Machine.]
- Форум на Google Groups [Архівовано 16 червня 2013 у Wayback Machine.]
- KnockoutJS: Приклади [Архівовано 19 жовтня 2013 у Wayback Machine.]